# 크렘린 레터
크렘린 레터(The Kremlin Letter)는 미국에서 제작된 존 휴스턴 감독의 1970년 네오누아르 범죄, 드라마, 스릴러 영화이다. 비비 앤더슨 등이 주연으로 출연하였고 카터 드 해븐 주니어 등이 제작에 참여하였다. 1970년 2월 20세기 폭스에 의해 개봉되었다.

## 출연

### 주연
- 비비 앤더슨
- 리처드 분

### 조연
- 나이젤 그린
- 딘 자거
- 릴라 케드로바
- 마이클 맥리아모어
- 패트릭 오닐
- 바바라 파킨스

## 제작진
- 원작자: 노엘 벤
- 미술: 테드 하워스
- 의상: 존 퍼니스
- 배역: 로버트 레너드